# サイモン・ラトル
サー・サイモン・デニス・ラトル（英語: Sir Simon Denis Rattle, OM, CBE、1955年1月19日 – ）は、イギリスの指揮者。2002年9月から2018年6月までベルリン・フィルハーモニー管弦楽団の首席指揮者兼芸術監督、2017年9月から2023年までロンドン交響楽団の音楽監督を務めた。2023年からバイエルン放送交響楽団の首席指揮者を務める。

## 人物・来歴
1955年、リヴァプール生まれ。幼い頃からピアノと打楽器を学び、イングリッシュ・ナショナル・ユース管弦楽団では打楽器奏者を務めた。1971年にロンドンの王立音楽アカデミーに入学し、指揮を学んだ。1974年、ジョン・プレイヤー国際指揮者コンクールに優勝し、ボーンマス交響楽団およびボーンマス・シンフォニエッタの副指揮者に就任した。以後イギリスの主要なオーケストラを指揮し、1977年には、ヤナーチェクの『利口な牝狐の物語』を指揮し、グラインドボーン音楽祭に最年少でデビューした。
20代前半から既にヨーロッパ各地のオーケストラに客演し、様々なオーケストラからの主要ポストの申し出を受けたが、1980年にバーミンガム市交響楽団の首席指揮者に就任した。就任当時には決して国内的・国際的知名度が高いとは言えなかった同楽団を、ラトルは徐々に世界的なオーケストラに育て上げた。1990年には同楽団の音楽監督に就任した。同楽団とは来日も数度果たしている。一方、1979年にロサンジェルス・フィルハーモニックを指揮してアメリカ・デビューし、1981年から1994年まで同楽団の首席客演指揮者となっていた。
1984年、大英帝国勲章コマンダー（CBE）に叙された。1994年、30代の若さでナイトに叙され、サーの称号を得た。1996年に放送されたテレビ番組『故郷を離れて』では、最も優れた芸術番組に与えられるBAFTA賞を受賞している。1997年、アルバート・メダル受賞。1999年、前年に退任したバーミンガム市交響楽団との長年にわたる活動に対して、"South Bank Show Awards" の "Outstanding Achievement" が贈られた。
2002年、クラウディオ・アバドの後任として、ベルリン・フィルハーモニー管弦楽団の首席指揮者兼芸術監督に就任した。ラトルはベルリン・フィルの若年層の聴衆および音楽人開拓のための活動である「Zukunft@BPhil」に取り組み、その一環として映画『ベルリン・フィルと子どもたち』を制作した。こうした青少年育成活動は高く評価され、2005年にドイツの教育分野で権威ある賞であるシラー賞を受賞し、2007年にテレビ雑誌 "Hörze" から「ゴールデン・カメラ」を授与されている。
一方で、古典音楽に対するオーセンティックな演奏に対しても活動の幅を拡げ、古楽の演奏団体であるエイジ・オブ・インライトゥメント管弦楽団に客演している。2004年のBBCプロムスでは、同楽団と共にワーグナーの『ラインの黄金』を演奏会形式で上演し、その後『ニーベルングの指輪』全作にも取り組んでいる。
他方で2006年頃から、ベルリン・フィルとラトルの間の関係には危機の兆候があると複数の指摘があった。ベルリンでの在任期間が長くなってもラトルが音楽上のやりとりをドイツ語ではなくほとんど英語で行うことで、誤解や演奏のマンネリを深めた可能性があると言われる。
2012年7月には、ロンドン五輪の開会式でロンドン交響楽団を指揮し、映画『炎のランナー』のテーマ曲を演奏、ローワン・アトキンソン演じるMr.ビーンと共演した。同年、ウルフ賞芸術部門受賞。
2013年1月11日（日本標準時）、バイエルン放送が、ベルリン・フィルの首席指揮者を2018年をもって退任すると報じた。ベルリン・フィルも1月10日の日付で2018年での任期終了を発表している。その後、ラトルは2018年6月24日のヴァルトビューネ・コンサートでベルリン・フィルを退任した。
2013年9月7日、イギリス高級紙『タイムズ』は、2018年にラトルがロンドン交響楽団の首席指揮者に就任するだろうという見通しを記事にした。2015年3月3日、同楽団はラトルが2017年9月に音楽監督に就任する予定と発表した。ラトルは予定通り音楽監督に就任し、2023年まで務めた。
2021年1月11日、ラトルが2023/24から5シーズン、バイエルン放送交響楽団・バイエルン放送合唱団の首席指揮者を務める予定であることが発表された。2025年、エルンスト・フォン・ジーメンス音楽賞受賞。

### 家族・親族
- 妻：マグダレーナ・コジェナー - メゾソプラノ歌手